# 마리아나과일박쥐
마리아나과일박쥐 또는 마리아나날여우박쥐(Pteropus mariannus)는 큰박쥐과에 속하는 박쥐의 일종이다. 왕박쥐속에 포함되며, 괌과 마리아나 제도, 울리시 환초에서 발견된다. 서식지 감소때문에 멸종 위기에 놓여 있으며, 미국야생동물보호국(US Fish and Wildlife Service)이 "멸종위기종"으로 분류하고 있다. 침입자와 먹이 사냥꾼, 기타 동물들과 자연적인 요인들때문에 개체수가 감소하고 있다.
마리아나과일박쥐는 중형 크기의 박쥐로 몸무게가 270~500g이고, 전완장은 13.4~15.6cm이다. 수컷이 암컷보다 크기가 약간 크다. 복부 쪽은 검은색부터 갈색을 띠지만 회색빛을 띠기도 한다. 외투와 목은 밝은 갈색부터 황금빛 갈색까지 띠며, 머리는 갈색부터 검은색까지 다양하다. 개과 동물의 특징처럼, 귀가 둥글고 눈이 커서 대부분의 큰박쥐류가 "날여우"라는 이름이 붙어 있다.

## 아종
3종의 아종이 알려져 있다.
- P. m. mariannus
- P. m. paganensis
- P. m. ulthiensis